# Gonzalo Fiore Viani
Gonzalo Fiore Viani (Laborde, Córdoba, 20 de julio de 1991) es un académico, abogado y analista argentino especializado en Relaciones Internacionales. Ha publicado investigaciones y columnas de análisis político en diversos medios nacionales e internacionales, y participa en proyectos relacionados con la geopolítica, la sostenibilidad y los recursos naturales. Es becario posdoctoral del Consejo Nacional de Investigaciones Científicas y Técnicas (CONICET) y docente universitario.

## Biografia
Fiore Viani se graduó como abogado y procurador en la Universidad Nacional de Lomas de Zamora entre 2009 y 2014. Posteriormente cursó una maestría en Relaciones Internacionales en el Centro de Estudios Avanzados de la Universidad Nacional de Córdoba (2016-2020). Entre 2020 y 2024, realizó estudios de doctorado en Relaciones Internacionales en la Universidad Católica de Córdoba.
Desde 2024, se desempeña como becario posdoctoral del Consejo Nacional de Investigaciones Científicas y Técnicas (CONICET), en un proyecto enfocado en la gobernanza de recursos naturales estratégicos, como el litio. Es director del proyecto de investigación Litio: integración, gobernanza y sostenibilidad en la Universidad Blas Pascal. Anteriormente, fue becario doctoral del mismo organismo entre 2022 y 2024. 
En el ámbito académico, es profesor de grado en la Universidad Anáhuac de Querétaro (México) desde 2021 y en la Universidad Blas Pascal desde 2023. Desde 2023, dicta clases de posgrado en el Centro de Estudios Avanzados de la Universidad Nacional de Córdoba, en programas de maestría y doctorado. Ha ofrecido clases magistrales en la Universidad Complutense de Madrid y en el Instituto Estatal de Relaciones Internacionales de Moscú (MGIMO) en 2024 y 2025, respectivamente.
Participó en proyectos de cooperación internacional y vinculación estratégica. Entre 2020 y 2021 fue asesor del Gobierno de la Provincia de Catamarca en iniciativas de vinculación con la República Popular China y países del sudeste asiático, en el marco de la Macro Región ATACALAR. También colaboró en el programa Cascos Blancos como voluntario en iniciativas humanitarias vinculadas a la crisis siria (2017–2018).
En 2024 fue invitado por el municipio de Pekín y la Academia China de Ciencias Sociales al foro internacional Swift Forum to Public Complaints, un encuentro que reunió a representantes académicos y gubernamentales internacionales. En 2025 participó en una estancia posdoctoral en el Instituto Estatal de Relaciones Internacionales de Moscú (MGIMO) como becario de la Fundación Gorchakov.

## Publicaciones y medios
Es autor del libro Una globalización anti-globalista (2020, Ediciones Capiangos) y coautor de Hagan lío: Lecturas políticas de un papado incómodo (2021, Editorial UNC). Ha colaborado en medios como Infobae, La Voz Del Interior, Perfil, Clarin, Agenda Pública (España), Ámbito Financiero, Hoy Día Córdoba.
También ha sido columnista en medios como CNN en Español Radio Nacional Argentina, Canal 10 de Córdoba, C5N y France 24.

## Membresías y actividades
Fiore Viani integra la Red Argentina de Profesionales para la Política Exterior (Red APPE) y fue seleccionado como fellow del programa internacional The Economy of Francesco impulsado por el Papa Francisco. También ha colaborado como asesor del embajador de la República de San Marino en Argentina.

## Enfoque de investigación
Sus líneas de investigación incluyen la gobernanza global, la diplomacia de los recursos naturales y las relaciones energéticas internacionales, con especial foco en el litio y la transición energética. En su trabajo ha explorado el concepto de interdependencia asimétrica, la crisis del orden liberal internacional y el rol de China, y el lugar de los BRICS+ en un mundo multipolar.

## Obras publicadas
- "Una globalización anti-globalista". Ediciones Capiangos, 2020. ISBN 9789878353019
- "Hagan lío: Lecturas políticas de un papado incómodo" (coautor). Editorial UNC, 2021. ISBN 9789877071259